# Bruno von Salomon
Bruno von Salomon, né le 7 février 1900 à Stettin et mort le 8 juin 1952 à Hambourg est un journaliste allemand qui fut militant du Parti communiste d'Allemagne, membre des Brigades internationales pendant la Guerre d'Espagne et membre de la Résistance intérieure française. C'était aussi le frère de l'écrivain Ernst von Salomon.

## Biographie
Bruno von Salomon prend part à la guerre de 1914-1918 en tant qu'officier. Il devient journaliste à l'hebdomadaire Die deutsche Front de Hambourg. Il poursuit le combat politique sur d'autres terrains, en prenant part notamment au mouvement des paysans dans la région du Schleswig-Holstein en 1929, au côté de son frère Ernst, complice dans l'attentat contre Walther Rathenau.
Il est ensuite journaliste au journal Das Landvolk dont il devient rédacteur en chef en mars 1929. C'est un journal d'agit-prop en faveur des paysans, publié à Itzehoe qui d'hebdomadaire devient quotidien. Le journal est impliqué dans l'affaire du soulèvement des paysans du Schleswig-Holtein et des attentats qui s'ensuivent. Salomon est arrêté (son frère Ernst est condamné à quatre mois de prison), puis relâché.
Il s'oriente ensuite avec Bodo Uhse (en) vers le Parti communiste d'Allemagne. Il émigre en France en 1933 à l'arrivée au pouvoir d'Hitler et s'engage à Paris dans les mouvements du Front populaire avec Uhse. Il s'engage ensuite dans les Brigades internationales et à son retour en France rejoint la Résistance communiste.
Ses dernières années se passent dans la quasi-misère et la maladie. Son frère le ramène à Hambourg en 1951, où il meurt à la clinique Barmbeck.

## Source
- (de) Cet article est partiellement ou en totalité issu de l’article de Wikipédia en allemand intitulé « Bruno von Salomon » (voir la liste des auteurs).